# 징퉁역
징퉁역(중국어: 菁桐車站)은 타이완 철로 관리국에서 운영하는 핑시선의 역이다.

## 역사
- 1929년 10월 1일 - 개업